# Банадир
Банадир е административен регион в югоизточна Сомалия. Банадир граничи с Шабелаха Дексе и Шабелаха Хуусе, както и Индийския океан. Населението му е 2,330,700 жители (по приблизителна оценка от 2019 г.), и заема площ от 370 кв. км. Регионът е разделен административно на седемнадесет района.
Могадишу, столицата на Сомалия, е и столица на региона.